# Емері (Південна Дакота)
Емері (англ. Emery) — місто (англ. city) в США, в окрузі Генсон штату Південна Дакота. Населення — 484 особи (2020).

## Географія
Емері розташоване за координатами 43°36′7″ пн. ш. 97°37′10″ зх. д. / 43.60194° пн. ш. 97.61944° зх. д. (43.602026, -97.619545).  За даними Бюро перепису населення США в 2010 році місто мало площу 1,17 км², уся площа — суходіл.

## Демографія
Згідно з переписом 2010 року, у місті мешкало 447 осіб у 191 домогосподарстві у складі 116 родин. Густота населення становила 383 особи/км².  Було 210 помешкань (180/км²).
Расовий склад населення:
| - 98,4 % — білих - 0,4 % — азіатів - 0,2 % — корінних американців |

До двох чи більше рас належало 0,9 %. Частка іспаномовних становила 0,0 % від усіх жителів.
За віковим діапазоном населення розподілялося таким чином: 29,1 % — особи молодші 18 років, 51,4 % — особи у віці 18—64 років, 19,5 % — особи у віці 65 років та старші. Медіана віку мешканця становила 37,9 року. На 100 осіб жіночої статі у місті припадало 99,6 чоловіків;  на 100 жінок у віці від 18 років та старших — 96,9 чоловіків також старших 18 років.
Середній дохід на одне домашнє господарство  становив 52 133 долари США (медіана — 41 750), а середній дохід на одну сім'ю — 67 530 доларів (медіана — 71 250). Медіана доходів становила 46 528 доларів для чоловіків та 31 000 доларів для жінок. За межею бідності перебувало 14,7 % осіб, у тому числі 21,4 % дітей у віці до 18 років та 8,3 % осіб у віці 65 років та старших.
Цивільне працевлаштоване населення становило 216 осіб. Основні галузі зайнятості: освіта, охорона здоров'я та соціальна допомога — 35,2 %, роздрібна торгівля — 13,4 %, транспорт — 9,7 %, виробництво — 8,3 %.